# 卡爾峰 (薩爾塔阿爾卑斯山脈)

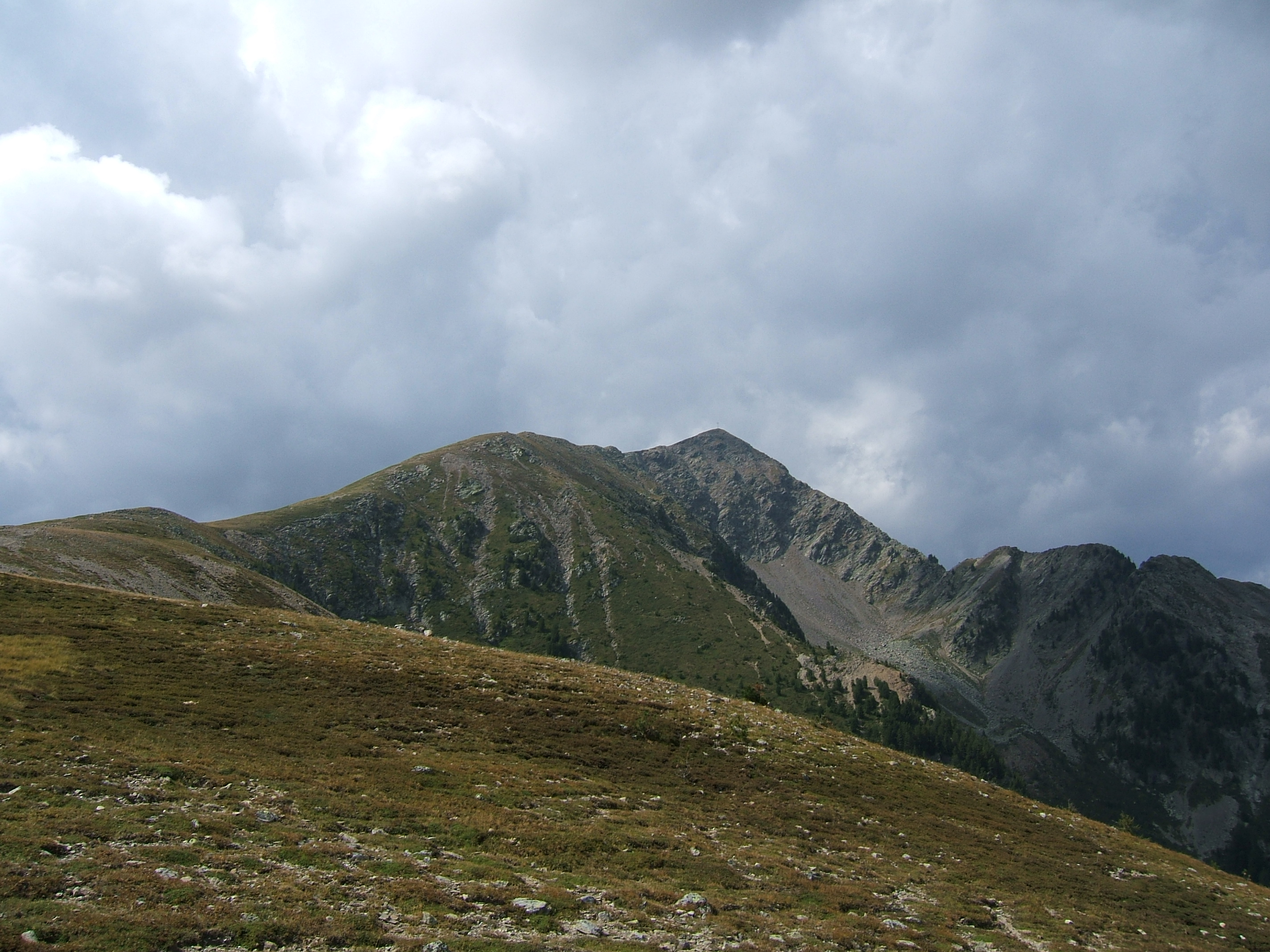

46°45.683′N 11°33.850′E / 46.761383°N 11.564167°E
卡爾峰（德語：Karspitze），是意大利的山峰，位於該國東北部，由博爾扎諾-南蒂羅爾自治省負責管轄，屬於萨恩塔尔山脉的一部分，海拔高度2,517米。